# Ronde van Duitsland 2005
De Ronde van Duitsland 2005 was de 28e editie van de Ronde van Duitsland. De titelverdediger was Patrik Sinkewitz. De koers werd verreden van 15 tot en met 23 augustus 2005 en maakte deel uit van de UCI ProTour 2005. Levi Leipheimer won deze editie, maar werd in 2012 uit de boeken geschrapt omdat hij toegaf doping te hebben gebruikt. De Duitser Jan Ullrich werd de nieuwe winnaar. Hij werd later echter ook uit de resultaten geschrapt, waardoor deze editie formeel geen winnaar kent.

## Etappe-overzicht
| etappe | datum       | start           | finish          | afstand    | winnaar         | klassementsleider |
| ------ | ----------- | --------------- | --------------- | ---------- | --------------- | ----------------- |
| 1      | 15 augustus | Altenburg       | Plauen          | 164,2      | Bram Tankink    | Bram Tankink      |
| 2      | 16 augustus | Pegnitz         | Bodenmais       | 199,3      | Filippo Pozzato | Bram Tankink      |
| 3      | 17 augustus | Bodenmais       | Kufstein (Oos)  | 227,3      | Daniele Bennati | Bram Tankink      |
| 4      | 18 augustus | Kufstein        | Sölden (Oos)    | 171,6      | Levi Leipheimer | Levi Leipheimer   |
| 5      | 19 augustus | Sölden          | Friedrichshafen | 219,2      | Daniele Bennati | Levi Leipheimer   |
| 6      | 20 augustus | Friedrichshafen | Singen          | 171,3      | Maksim Iglinski | Levi Leipheimer   |
| 7      | 21 augustus | Singen          | Feldberg        | 177,7      | Cadel Evans     | Levi Leipheimer   |
| 8      | 22 augustus | Ludwigshafen    | Weinheim        | 31,1 (ITT) | Jan Ullrich     | Levi Leipheimer   |
| 9      | 23 augustus | Bad Kreuznach   | Bonn            | 168,0      | Daniele Bennati | Levi Leipheimer   |

## Eindklassementen

### Algemeen klassement
| Plaats    | Naam             | Ploeg                  | Tijd      |
| --------- | ---------------- | ---------------------- | --------- |
| Gele trui | Levi Leipheimer  | Team Gerolsteiner      | 37u24'35" |
| 2         | Jan Ullrich      | T-Mobile Team          | + 31"     |
| 3         | Georg Totschnig  | Team Gerolsteiner      | + 1' 23"  |
| 4         | Jörg Jaksche     | Liberty Seguros-Würth  | + 1' 29"  |
| 5         | Cadel Evans      | Davitamon-Lotto        | + 1' 53"  |
| 6         | Tadej Valjavec   | Phonak Hearing Systems | + 3' 53"  |
| 7         | Fabian Jeker     | Saunier Duval-Prodir   | + 4' 26"  |
| 8         | Marzio Bruseghin | Fassa Bortolo          | + 5' 07"  |
| 9         | Saul Raisin      | Crédit Agricole        | + 6' 03"  |
| 10        | Patrik Sinkewitz | Quick Step             | + 6' 30"  |

### Puntenklassement
| Plaats      | Naam            | Ploeg                 | Punten |
| ----------- | --------------- | --------------------- | ------ |
| Groene trui | Daniele Bennati | Lampre-Caffita        | 101    |
| 2           | Jörg Jaksche    | Liberty Seguros-Würth | 60     |
| 3           | Levi Leipheimer | Team Gerolsteiner     | 54     |

### Bergklassement
| Plaats    | Naam            | Ploeg             | Punten |
| --------- | --------------- | ----------------- | ------ |
| Rode trui | Levi Leipheimer | Team Gerolsteiner | 25     |
| 2         | Cadel Evans     | Davitamon-Lotto   | 22     |
| 3         | Markus Fothen   | Team Gerolsteiner | 21     |

### Ploegenklassement
| Plaats | Ploeg                 | Tijd       |
| ------ | --------------------- | ---------- |
|        | Liberty Seguros-Würth | 112u33'56" |
| 2      | Team Gerolsteiner     | + 3' 40"   |
| 3      | Davitamon-Lotto       | + 7' 49"   |

1911 · 1912-1921 · 1922 · 1923-1926 · 1927 · 1928-1929 · 1930 · 1931 · 1932-1936 · 1937 · 1938 · 1939 · 1940-1946 · 1947 · 1948 · 1949 · 1950 · 1951 · 1952 · 1953-1959 · 1960 · 1961 · 1962 · 1963-1978 · 1979 · 1980 · 1981 · 1982 · 1983-1998 · 1999 · 2000 · 2001 · 2002 · 2003 · 2004 · 2005 · 2006 · 2007 · 2008 · 2009-2017 · 2018 · 2019 · 2020 · 2021 · 2022 · 2023 · 2024
 Parijs-Nice · 
 Tirreno-Adriatico · 
 Milaan-San Remo · 
 Ronde van Vlaanderen · 
 Gent-Wevelgem · 
 Ronde van het Baskenland · 
 Parijs-Roubaix · 
 Amstel Gold Race · 
 Waalse Pijl · 
 Luik-Bastenaken-Luik · 
 Ronde van Romandië · 
 Ronde van Catalonië · 
 Ronde van Italië · 
 Critérium du Dauphiné Libéré · 
 Ronde van Zwitserland · 
 Ploegentijdrit Eindhoven · 
 Ronde van Frankrijk · 
 HEW-Cyclassics-Cup · 
  ENECO Tour · 
 Clásica San Sebastián · 
 Ronde van Duitsland · 
 Ronde van Spanje · 
 GP Ouest-France-Plouay · 
 Ronde van Polen · 
 Kampioenschap van Zürich · 
 Parijs-Tours · 
 Ronde van Lombardije